# Unaí
Unaí é um município brasileiro no noroeste do estado de Minas Gerais. Foi fundada em 1873 com a denominação de Rio Preto e, em 1943 foi elevado a cidade e seu nome mudado para Unaí. Sua população, conforme o censo de 2022, era de 86 619 habitantes.

## Etimologia
A palavra "Unaí" que designa o nome do município é uma anagrama feito a partir da palavra Tupi-Guarani "Iuna", nome dados pelos índios ao rio que corta a região, cujo significado é Água-Escura. Essa foi a solução dada pelos antigos moradores da região para evitar confusão com nomes de outra cidades da região, que já haviam utilizado o termo, como o caso de Rio Preto.

## História
Em Unaí (Minas Gerais) destaca-se o sítio arqueológico Gruta do Gentio II, que registra vestígios de povos caçadores-coletores de mais de 10 000 anos, e de povos horticultores de quase 4 000 anos, que cultivavam, segundo abundantes vestígios vegetais: milho, amendoim, cabaça e abóbora. No município, se tem o registro da mais antiga cerâmica brasileira fora da Amazônia, datada de 3 500 anos.
Na época da chegada dos primeiros europeus ao território brasileiro, a porção central do Brasil era ocupada por indígenas do tronco linguístico macro-jê, como os acroás, os xacriabás, os xavantes, os caiapós, os javaés, entre outros povos.
Ao longo dos séculos XVI, XVII e XVIII, inúmeras expedições compostas por descendentes de portugueses (os chamados bandeirantes) percorreram a região em busca de ouro, pedras preciosas e mão de obra escrava indígena.
No século XIX, o fazendeiro Domingos Pinto Brochado se instalou, junto com seus familiares, numa área perto do Rio Preto chamada Capim Branco. Em 1873, esse povoado foi elevado à categoria de distrito pertencente a Paracatu, com o nome de Rio Preto. Em 1923, o distrito teve seu nome alterado para Unaí, que é uma tradução, para a língua tupi, do antigo nome do distrito, Rio Preto. Em 1943, Unaí se emancipou do município de Paracatu.
Em 28 de janeiro de 2004, três auditores fiscais do trabalho e o motorista que os conduzia foram assassinados na zona rural do município durante uma fiscalização em fazendas da região, num crime que ficou conhecido nacionalmente como a Chacina de Unaí.

## Geografia
Situado na mesorregião do Noroeste de Minas Gerais e na microrregião de Unaí, tem uma área de 8 492 quilômetros quadrados, representando 1,443 por cento do estado, 0,9155 por cento da Região Sudeste do Brasil região e 0,0996 por cento de todo o território brasileiro.
Entre os principais acidentes geográficos, destacam-se:
- Gruta do Tamboril, com aproximadamente 1 178 metros de desenvolvimento;
- Gruta do Gentio;
- Lapa do Sapezal ou Gruta da Moeda;
- Cachoeira da Jiboia (140 metros de queda livre);
- Cachoeira do Queimado;
- Cachoeira do Rio Preto (dois quilômetros do centro do município);
- Gruta do Quilombo (o nome teve origem ainda no século XIX, quando os negros descontentes com as severas condições de trabalho nas minas de ouro de Paracatu refugiavam-se na gruta);
- Serra Geral do Rio Preto;
- Serra do Pico;
- Serra do Jataí;
- Córrego do Forró;
- Pedra do Canto – Localiza-se na Fazenda Pedra. Tem o formato do chapéu de Napoleão.
- Serra Geral do Rio Preto – Divisor das micro bacias dos rios Preto e Urucuia.
- Serra do Pico e Serra do Jataí – Alongadas e paralelas, separam vertentes do Ribeirão Roncador e do Canabrava. Além da Gruta do Gentio II, destacam-se as grutas Gentio I, Gruta do Tamboril e a Gruta Sapezal ou Lapa da Moeda, de cerca de 80 metros de diâmetro com várias formações de estalactites e estalagmites, além de um lago de água azul. Dista quarenta quilômetros da cidade de Unaí e se localiza dentro de uma montanha em terras particulares.

Grande ênfase pode ser dada à Cachoeira da Jiboia, que está localizada a cerca de oitenta quilômetros de Unaí. A cachoeira é formada pelo Ribeirão Jiboia e possui aproximadamente 140 metros de queda livre.

### Hidrografia

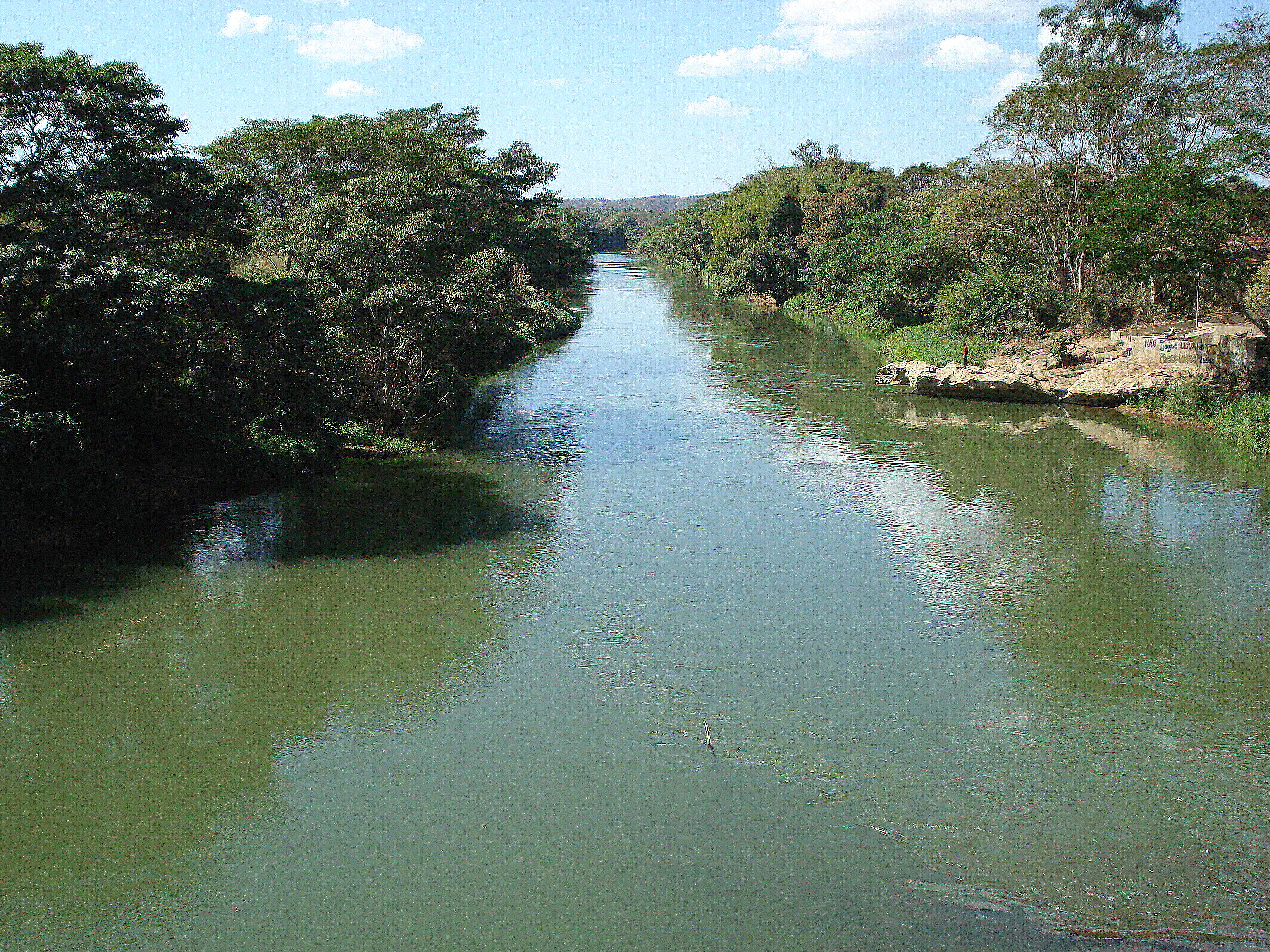
Rio Preto, em Unaí

O município está localizado na bacia do rio São Francisco.
- Rio Preto
- Rio São Marcos
- Ribeirão Soberbo
- Ribeirão do Carmo
- Ribeirão Aldeia
- Ribeirão Roncador
- Ribeirão Canabrava

Em Unaí, está localizada a Usina Hidrelétrica de Queimado.

### Clima
O clima é tropical úmido com temperaturas variando entre mínimas de 18 °C e máximas de 32 °C. O índice pluviométrico, calculado a partir de dados da estação meteorológica do Instituto Nacional de Meteorologia (INMET) na cidade, é superior a 1 300 milímetros (mm), com estação chuvosa compreendida entre os meses de outubro e abril. De 1978 a 1984 e a partir de 1986, a menor temperatura registrada na estação ocorreu em 9 de junho de 1981, com mínima de 5,1 °C. Por outro lado, a máxima absoluta é de 42,6 °C em seis ocasiões, duas em outubro de 2020, nos dias 8 e 9, e as demais em 2023, nos dias 26 de setembro e 14, 15 e 17 de novembro. O recorde de acumulado de precipitação em 24 horas é 222,8 mm em 2 de fevereiro de 2005.  Dezembro de 1989, com 726,5 mm, detém o recorde de mês mais chuvoso da série histórica, seguido por dezembro de 1987 (626,6 mm), janeiro de 1983 (597,6 mm) e março de 1991 (560,3 mm).
| Dados climatológicos para Unaí (OMM: 83428)                                                          | Dados climatológicos para Unaí (OMM: 83428) | Dados climatológicos para Unaí (OMM: 83428) | Dados climatológicos para Unaí (OMM: 83428) | Dados climatológicos para Unaí (OMM: 83428) | Dados climatológicos para Unaí (OMM: 83428) | Dados climatológicos para Unaí (OMM: 83428) | Dados climatológicos para Unaí (OMM: 83428) | Dados climatológicos para Unaí (OMM: 83428) | Dados climatológicos para Unaí (OMM: 83428) | Dados climatológicos para Unaí (OMM: 83428) | Dados climatológicos para Unaí (OMM: 83428) | Dados climatológicos para Unaí (OMM: 83428) | Dados climatológicos para Unaí (OMM: 83428) |
| Mês                                                                                                  | Jan                                         | Fev                                         | Mar                                         | Abr                                         | Mai                                         | Jun                                         | Jul                                         | Ago                                         | Set                                         | Out                                         | Nov                                         | Dez                                         | Ano                                         |
| --- | ------------------------------------------- | ------------------------------------------- | ------------------------------------------- | ------------------------------------------- | ------------------------------------------- | ------------------------------------------- | ------------------------------------------- | ------------------------------------------- | ------------------------------------------- | ------------------------------------------- | ------------------------------------------- | ------------------------------------------- | ------------------------------------------- |
| Temperatura máxima recorde (°C)                                                                      | 37,9                                        | 37,6                                        | 36,6                                        | 37,4                                        | 35,5                                        | 36,7                                        | 35,9                                        | 37,9                                        | 42,6                                        | 42,6                                        | 42,6                                        | 38,7                                        | 42,6                                        |
| Temperatura máxima média (°C)                                                                        | 31,8                                        | 32,1                                        | 31,7                                        | 31,5                                        | 30,4                                        | 29,9                                        | 30,1                                        | 31,9                                        | 34,2                                        | 34,4                                        | 31,7                                        | 31,5                                        | 31,8                                        |
| Temperatura média compensada (°C)                                                                    | 25,6                                        | 25,7                                        | 25,4                                        | 25                                          | 23,2                                        | 21,8                                        | 21,7                                        | 23,6                                        | 26,3                                        | 27,1                                        | 25,4                                        | 25,4                                        | 24,7                                        |
| Temperatura mínima média (°C)                                                                        | 20,7                                        | 20,6                                        | 20,6                                        | 19,5                                        | 16,9                                        | 14,4                                        | 13,8                                        | 15,1                                        | 18,4                                        | 20,6                                        | 20,6                                        | 20,7                                        | 18,5                                        |
| Temperatura mínima recorde (°C)                                                                      | 10,7                                        | 13                                          | 13,7                                        | 11,1                                        | 8,1                                         | 5,1                                         | 5,4                                         | 6,1                                         | 9,1                                         | 10,2                                        | 13,3                                        | 13,8                                        | 5,1                                         |
| Precipitação (mm)                                                                                    | 204,1                                       | 178,2                                       | 204,6                                       | 87,4                                        | 19,9                                        | 6,4                                         | 0,7                                         | 7,8                                         | 25,7                                        | 93,7                                        | 247,5                                       | 241                                         | 1 317                                       |
| Dias com precipitação (≥ 1 mm)                                                                       | 14                                          | 11                                          | 12                                          | 6                                           | 2                                           | 0                                           | 0                                           | 1                                           | 3                                           | 7                                           | 14                                          | 16                                          | 86                                          |
| Umidade relativa compensada (%)                                                                      | 71,8                                        | 70,9                                        | 73,1                                        | 69,4                                        | 66,3                                        | 61,3                                        | 54,7                                        | 47,2                                        | 46,6                                        | 54,8                                        | 70,6                                        | 73,2                                        | 63,3                                        |
| Insolação (h)                                                                                        | 177,7                                       | 176,6                                       | 190,8                                       | 222,5                                       | 234,7                                       | 237,8                                       | 245,1                                       | 252,6                                       | 216                                         | 207,6                                       | 152,1                                       | 140                                         | 2 453,5                                     |
| Fonte: INMET (normal climatológica de 1991-2020; recordes de temperatura: 1978-1984 e 1986-presente) |                                             |                                             |                                             |                                             |                                             |                                             |                                             |                                             |                                             |                                             |                                             |                                             |                                             |

## Demografia
Entre 2000 e 2010, a população de Unaí teve uma taxa média de crescimento anual de 1,03% Na década anterior, de 1991 a 2000, a taxa média de crescimento anual foi de 1,49%. No Estado, estas taxas foram de 1,01% entre 2000 e 2010 e 1,01% entre 1991 e 2000. No país, foram de 1,01% entre 2000 e 2010 e 1,02% entre 1991 e 2000. Nas últimas duas décadas, a taxa de urbanização cresceu 18,90%.

## Administração

### Prefeitura
Inaugurado no dia 7 de setembro de 1975, foi considerado, na época, por sua beleza e funcionalidade, como uma das sedes do executivo mais bonitas do interior de Minas. O prédio é composto por três andares, um térreo e mais dois andares de 640 m² de área construída cada um. A área, em sua volta, constituída de um belo jardim. O Palácio Capim Branco fica localizada na praça JK, popularmente Praça da Prefeitura.

### Câmara
A primeira Câmara Municipal de Unaí foi instalada em 23 de setembro de 1947, sobre a presidência do senhor doutor Geraldo Pinto de Sousa a câmara funciona em seu endereço no Palácio José Vieira Machado na esquina da Avenida Governador Valadares com a José Luís de Adjuto.
|  |  |  |
|  |  |  |

## Esportes

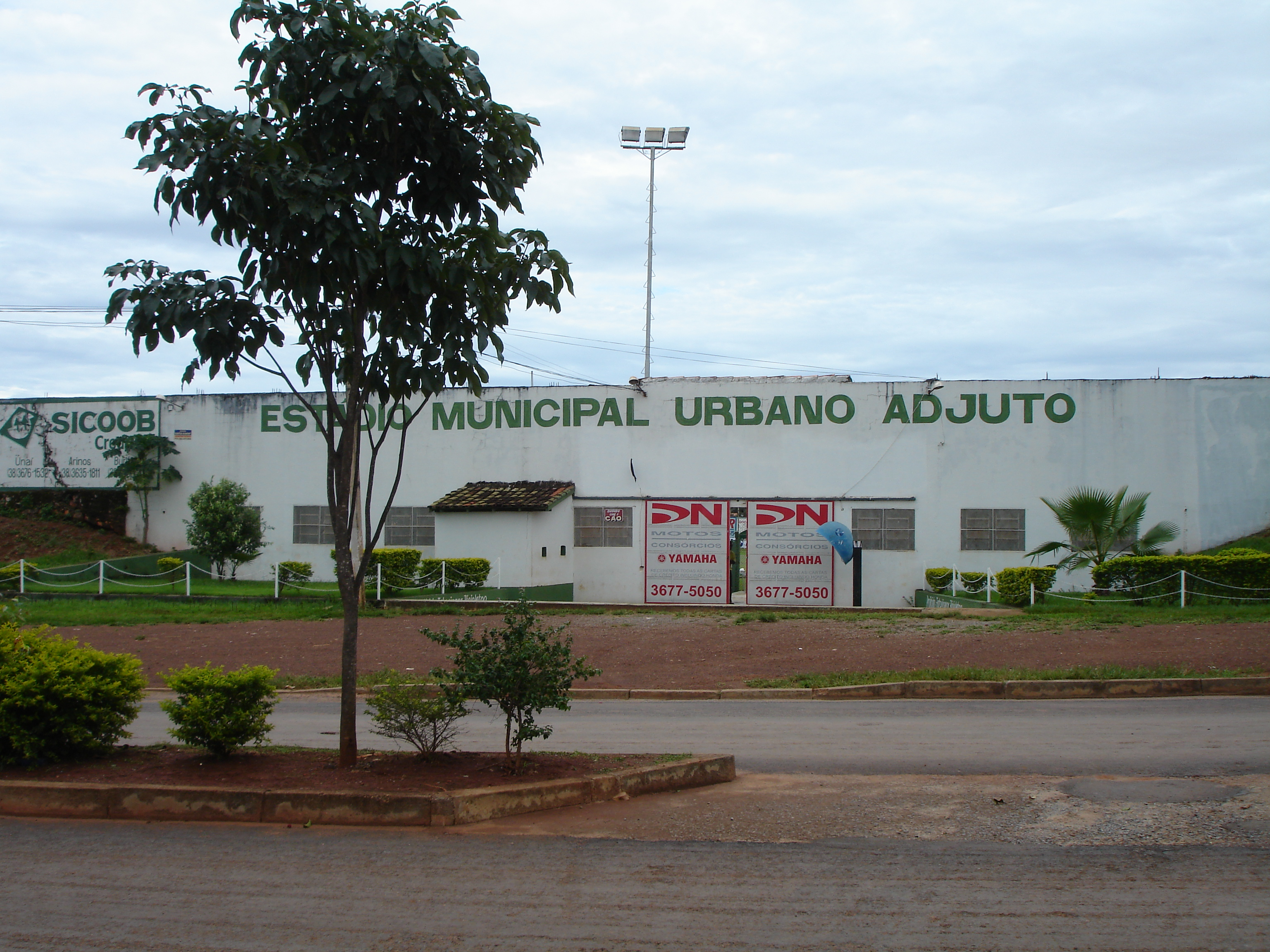
Estádio Municipal Urbano Adjuto

A proximidade de Unaí com o Distrito Federal fez com que a cidade tivesse um clube de futebol, o Unaí Esporte Clube que disputou o Campeonato Brasiliense.

## Cemitérios
Dispõe de dois cemitérios:
- Cemitério São Vicente de Paulas

## Educação
Ensino Superior
- Factu (Particular)
- Faculdade CNEC Unaí (Particular)
- Facisa (Particular)
- Unimontes (Universidade Estadual de Montes Claros, campi Unaí)
- UFVJM (Universidade Federal dos Vales do Jequitinhonha e Mucuri)[22]

## Economia
Agricultura e pecuária
Unaí tem sua economia calcada desde o início de sua emancipação política na agricultura e pecuária, sendo um dos maiores produtores de grãos do Brasil tendo destaque ora como maior de feijão, ora como maior produtor de milho, além de um grande volume de soja, arroz, sorgo, trigo e outras culturas. É também um município com grandes áreas destinadas à plantação de hortifrúti. Possui granjas que fornecem frangos à região.
Já na pecuária, o destaque vem tanto para o gado de corte quanto para o leiteiro. No que diz respeito ao gado de corte, a região de Unaí conta com inúmeras propriedades rurais que se dedicam à criação de gados, tendo sua produção comercializada tanto nos mercados interno e externo. Já com relação à pecuária leiteira, o destaque vem para o manejo e criação de gado leiteiro, o que faz da cidade a terceira maior bacia leiteira do Brasil, atrás de Castro-PR (1° lugar) e Guaxupé-MG (2° lugar). No estado de Minas Gerais, é o 2° maior produto de leite.Unaí alcançou o 1º lugar na produção de grãos em Minas Gerais, com o registro de 798 500 toneladas.Em 2004, uma pesquisa do Instituto Brasileiro de Geografia e Estatística deu a Unaí o título de maior produtor de feijão do Brasil.

### Turismo
Apesar de ter vários atrativos naturais como grutas e cachoeiras, o turismo ecológico em Unaí ainda não é muito explorado. Dentre esses atrativos:

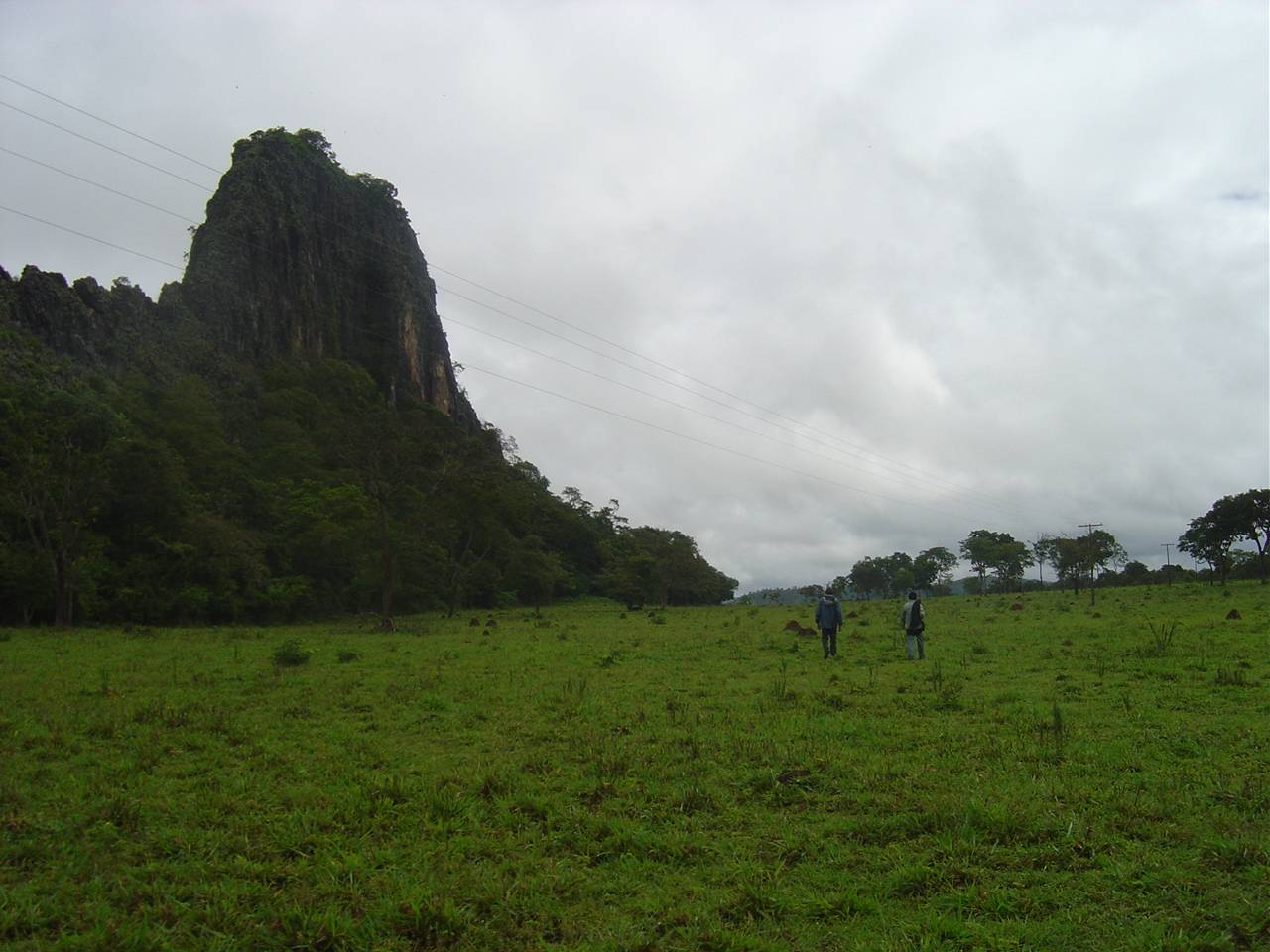
Pedra do Canto Unai.

### Esportes de Aventura
- Pedra do Canto
- Cachoeira da Jiboia
- Cachoeira do Rosário
- Lapa do Sapezal ou Gruta da Moeda
- Gruta do Tamboril
- Cachoeira do Rio Preto
- Cachoeira do Zico Esteves
- Cachoeira do Bebedouro
- Cachoeira São Miguel
- Lapa da Foice
- Gruta do Curral
- Gruta do Gentio

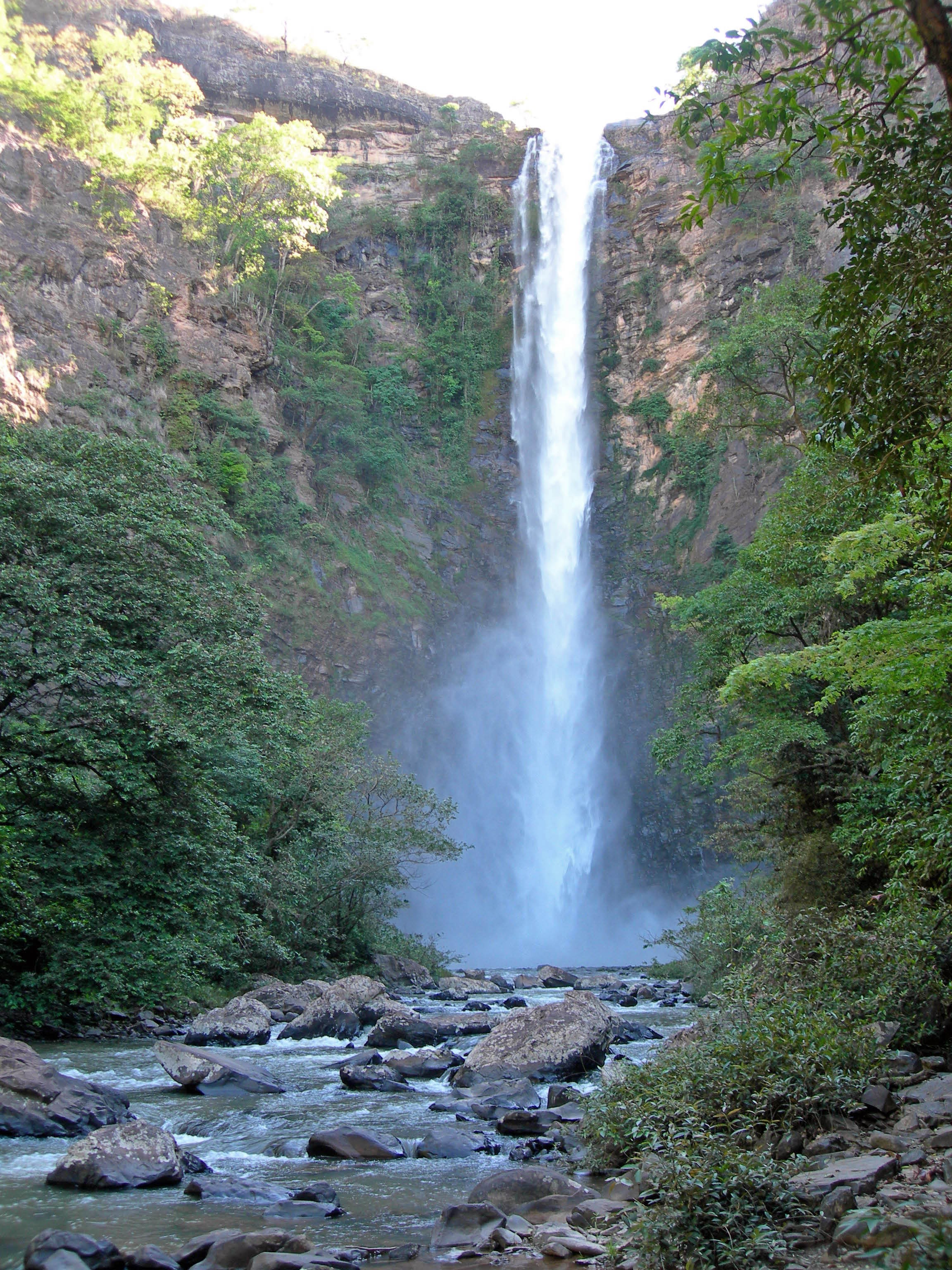
Cachoeira da Jiboia

- Gruta Bart Cave, entre outras do Sistema Areia
- Gruta da Ritinha do Mamoeiro
- Trilha do Zé Pauzinho
- Gruta do Sapezal

## Acesso e transportes
Unaí conta com a empresa Expresso Planalto para fazer o transporte coletivo da cidade, passando por todos os bairros:
Unaí está ligada ao resto do país por três rodovias asfaltadas:
- BR-251 - (Unaí/Brasília/Brasilândia de Minas/Bonfinópolis de Minas/Dom Bosco)[23]
- MG-188 - (Unaí/Paracatu/Cabeceira Grande)[24]
- LMG-628 - (Unaí/Buritis/Arinos)[25]